# Vielle-Adour
Vielle-Adour település Franciaországban, Hautes-Pyrénées megyében. Lakosainak száma 488 fő (2022. január 1.). Vielle-Adour Bernac-Dessus, Arcizac-Adour, Hiis, Hitte, Montgaillard és Orignac községekkel határos.

## Népesség
A település népessége az elmúlt években az alábbi módon változott:
| Lakosok száma | 514  | 511  | 519  | 509  | 510  | 505  | 500  | 494  | 488  |
|               | 2013 | 2015 | 2016 | 2017 | 2018 | 2019 | 2020 | 2021 | 2022 |